# Panavia Tornado
Panavia Tornado – máy bay ném bom chiến đấu hai người, được sản xuất bởi Anh, Đức và Ý. Gồm những phiên bản sau: tiêm kích Tornado IDS (tiếng Anh: Interdictor/Strike), đánh chặn Tornado ADV (tiếng Anh: Air Defense Variant) và ném bom tàng hình Tornado ECR (tiếng Anh: Electronic Combat/Reconaissance).
Sự ra đời của máy bay khá phức tạp. Được phát triển bởi Anh trong những năm 50 và 60 XX dựa theo Canberra và F-4 Phantom. 1966, họ hợp tác cùng người Pháp - hãng SEPECAT, cung cấp động cơ Jaguar. Phía Pháp có AFVG (Anglo-French Variable Geometry), cùng phía Anh là Công ty máy bay Anh (BAC) và mời hãng Đức Messerschmitt-Boelkow-Blohm, Ý Fiat, và Hà Lan Fokker. Công ty mới có tên Tập đoàn TNHH máy bay Panavia thành lập năm 1969. 900 máy bay đã được sản xuất. Trang bị các động cơ Anh Rolls-Royce, Đức MTU và Ý Fiat.
Panavia Tornado hiện phục vụ trong Không quân Hoàng gia, Đức, Ý và Arab Saudi. Dựa vào nó họ đã phát triển Eurofighter.

## Phát triển

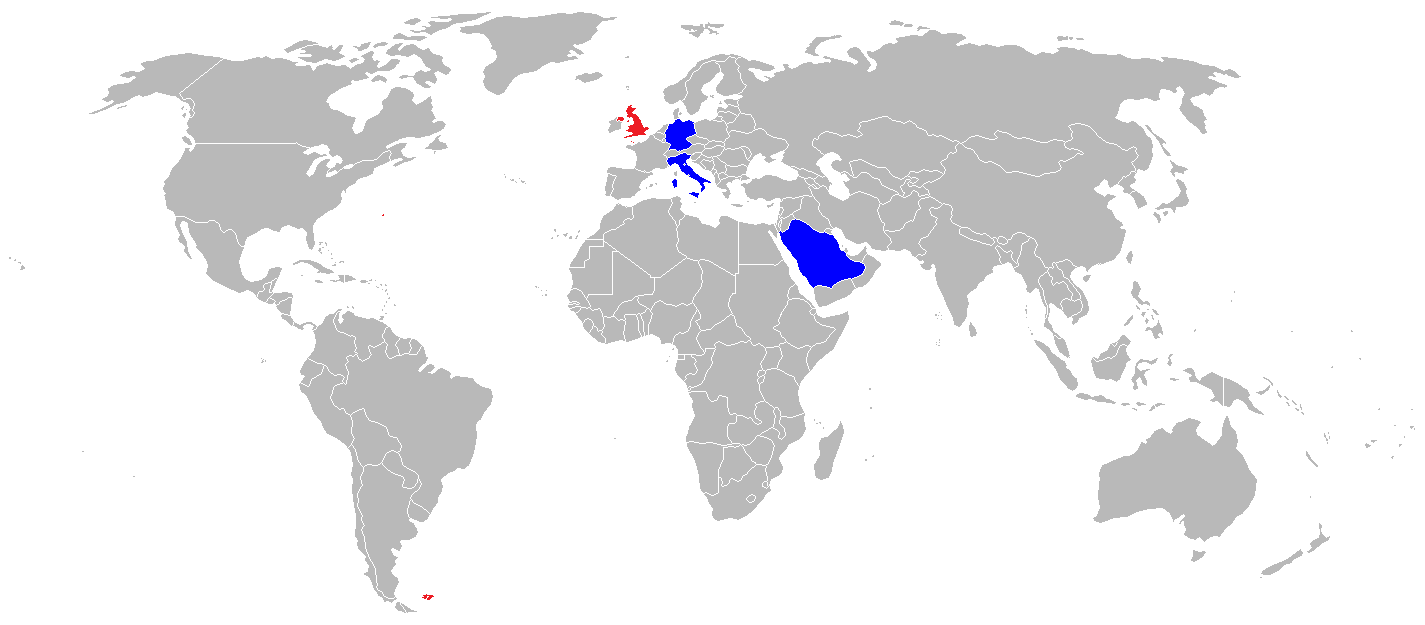
Các bên sử dụng Panavia Tornado

Trong thập niên 1960, các nhà thiết kế hàng không theo đuổi các bản thiết kế cánh cụp cánh xoè nhằm đồng thời có được khả năng thao diễn và sự hiệu quả khi bay ở tốc độ thông thường của loại cánh thẳng và tốc độ cao của loại cánh nghiêng. Anh và Pháp đã đưa ra dự án AFVG (Anglo French Variable Geometry - Cánh biến đổi Anh Pháp) năm 1965, dự án này chấm dứt với sự rút lui của Pháp năm 1967. Năm 1968, Đức, Hà Lan, Bỉ, Italia và Canada thành lập một nhóm làm việc để xem xét các đề xuất thay thế cho loại F-104 Starfighter, ban đầu được gọi là Máy bay Đa Nhiệm vụ (MRA), và sau này gọi là Máy bay Chiến đấu Đa Nhiệm vụ (MRCA). Anh Quốc gia nhập nhóm MRCA năm 1968, và một thoả thuận ghi nhớ được soạn thảo giữa Anh, Đức và Italia.
Chương trình được dự định sản xuất một loại máy bay một chỗ ngồi thay thế cho F-104G, và một máy bay tấn công hai chỗ ngồi cho Anh và Đức. Canada và Bỉ rút lui năm 1969. Bốn quốc gia còn lại - Anh Quốc, Đức, Italia, và Hà Lan, thành lập Panavia Aircraft GmbH ngày 26 tháng 3 năm 1969, dù Hà Lan sẽ rút lui năm 1970. Anh Quốc và Đức mỗi nước nắm 42.5% cổ phần, 15% còn lại thuộc Italia. Phạm vi sản xuất cũng được thống nhất - thân trước và đuôi ở Anh, thân giữa tại Đức, cánh tại Italia. Một công ty đa quốc gia riêng biệt, Turbo Union, được thành lập tháng 6 năm 1970 để phát triển và chế tạo các động cơ RB199 cho máy bay này, quyền sở hữu công ty được chia 40% Rolls-Royce, 40% MTU, và 20% FIAT.
Vào giai đoạn ký kết định nghĩa dự án tháng 5 năm 1970, các khái niệm được giảm xuống còn hai bản thiết kế; một loại Panavia 100 một chỗ ngồi cho Đức, và loại Panavia 200 được Không quân Hoàng gia ưa thích và sau này sẽ trở thành Tornado. Tháng 9 năm 1971 ba chính phủ ký một tài liệu Ý định Tiến hành (ITP). Ở thời điểm này, chiếc máy bay chỉ duy nhất được dự định cho các phi vụ tấn công độ cao thấp. Không quân Hoàng gia quyết định rằng họ cần một máy bay chiến đấu phòng vệ, và đưa ra biến thể F2. Dù có thiếu sót nghiêm trọng, nó nhanh chóng được sửa chữa ở loạt F3.
Hợp đồng cho chiếc máy bay Gói 1 được ký ngày 29 tháng 7 năm 1976. Chiếc máy bay đầu tiên được chuyển giao cho Không quân Hoàng gia và Không quân Đức (Luftwaffe) ngày 5 tháng 6 và 6 tháng 6 năm 1979. Chiếc Tornado đầu tiên của Italia được giao hàng ngày 25 tháng 9 năm 1981. Ngày 29 tháng 1 năm 1981 Viện huấn luyện Tornado ba quốc gia (TTTE) chính thức mở cửa tại RAF Cottesmore.
Hoạt động sản xuất chấm dứt năm 1998; Chiếc máy bay cuối cùng được British Aerospace hoàn thành ngày 24 tháng 9, một chiếc RSAF IDS.

## Thiết kế

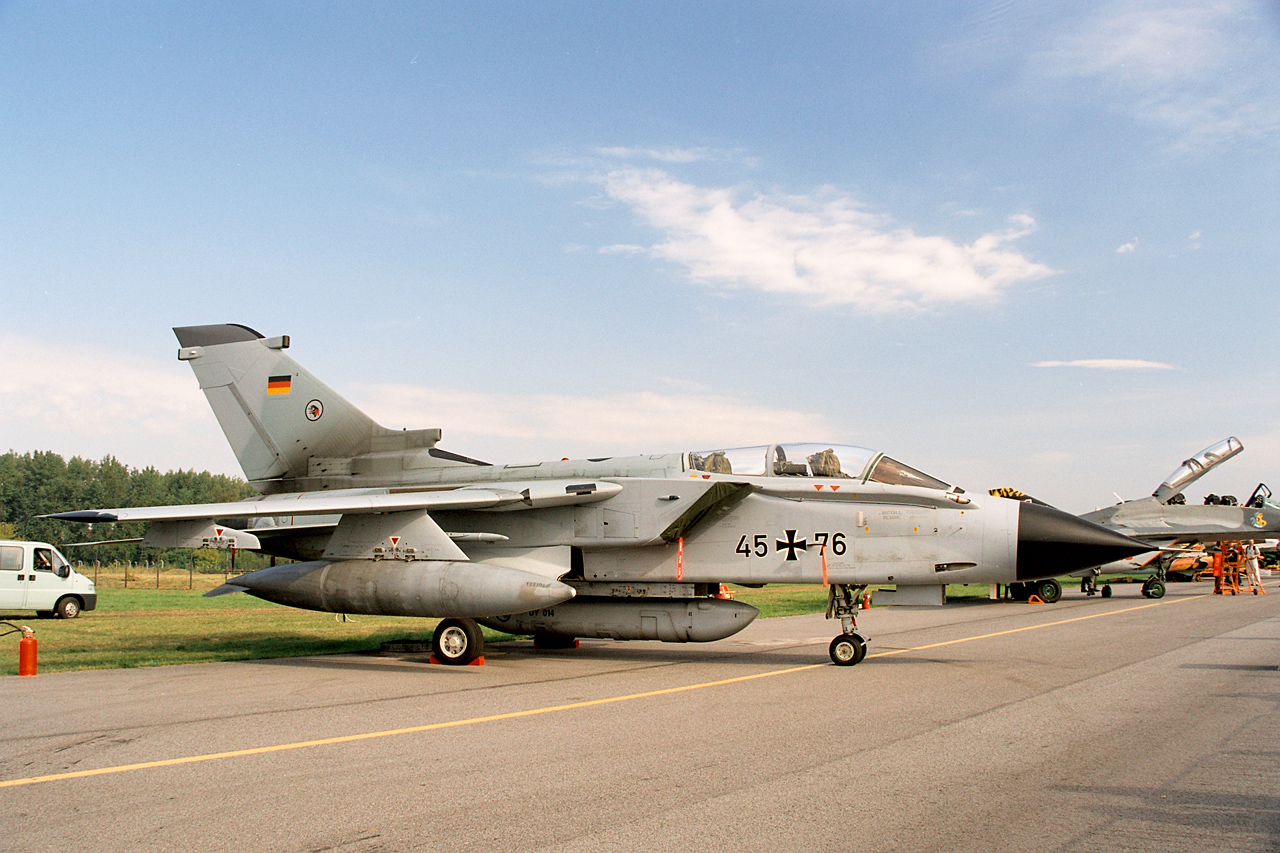
Tornado IDS của Không quân Đức

Ban đầu Tornado được thiết kế là một máy bay siêu thanh ném bom tấn công mặt đất ở độ cao thấp, có khả năng cất hạ cánh trên đường băng ngắn. Điều này đòi hỏi phải có các đặc tính bay tốt ở tốc độ lớn và cả tốc độ thấp. Nói chung, một chiếc máy bay được thiết kế bay ở các tốc độ lớn thường có tính năng bay ở tốc độ thấp kém. Để có được tính năng bay ở tốc độ lớn cần thiết, chiếc máy bay phải có kiểu cánh rất nghiêng hay cánh ‘tam giác’. Tuy nhiên, kiểu thiết kế cánh như vậy có hiệu năng kém ở các tốc độ thấp khi cần có kiểu cánh bằng. Như vậy chiếc máy bay phải có kiểu cánh cụp cánh xoè để đáp ứng cả hai yêu cầu; và nó đã được tích hợp vào thiết kế chiếc Tornado.
Khi cánh nghiêng phía sau, Tornado IDS tăng được khả năng bay tốc độ cao ở tầm thấp bằng cách giảm lực cản. Khi nghiêng, cánh trượt một phần vào thân, giảm diện tích. Điều này giúp chiếc máy bay ít bị ảnh hưởng bởi gió lốc mạnh ở độ cao thấp. Nó không chỉ giúp phi đội cảm thấy thoải mái hơn mà còn giúp máy bay ổn định hơn để thả bom không điều khiển ở độ cao thấp.
Chiếc máy bay được thiết kế hoạt động trên đất liền và từ những sân bay lớn, nơi dễ bị tấn công từ trên không. Vì thế, trong quá trình phát triển, khả năng cất hạ cánh được coi là một ưu tiên để cho phép máy bay hoạt động từ các đường băng ngắn hay các đường băng đã bị hư hại một phần. Khi cánh không nghiêng chiếc Tornado IDS tạo ra lực nâng lớn hơn bởi khi đó diện tích cánh và các tấm nâng lớn hơn. Điều này giúp nó có lực nâng lớn hơn ở tốc độ thấp hơn, giảm tốc độ hạ cánh tối thiểu cần thiết và vì thế giảm khoảng cách hạ cánh.
Nói chung, khi phi công muốn bay ở tốc độ thấp, họ chuyển cánh về cấu hình bằng (bằng cách điều khiển trong buồng lái) để nâng tối đa lực nâng, và khi bay nhanh hơn họ điều khiển cánh nghiêng thêm về phía sau. Chiếc Tornado GR4 có thể bay với một trong ba cấu hình nghiêng cánh: 25, 45 và 67 độ nghiêng. Tốc độ bay phù hợp với từng cấu hình nghiêng cánh đã được xác định; nó thay đổi tuỳ thuộc khối lượng vũ khí mang theo, bởi nó ảnh hưởng trực tiếp tới các tính năng nâng và lực cản.

## Lịch sử hoạt động

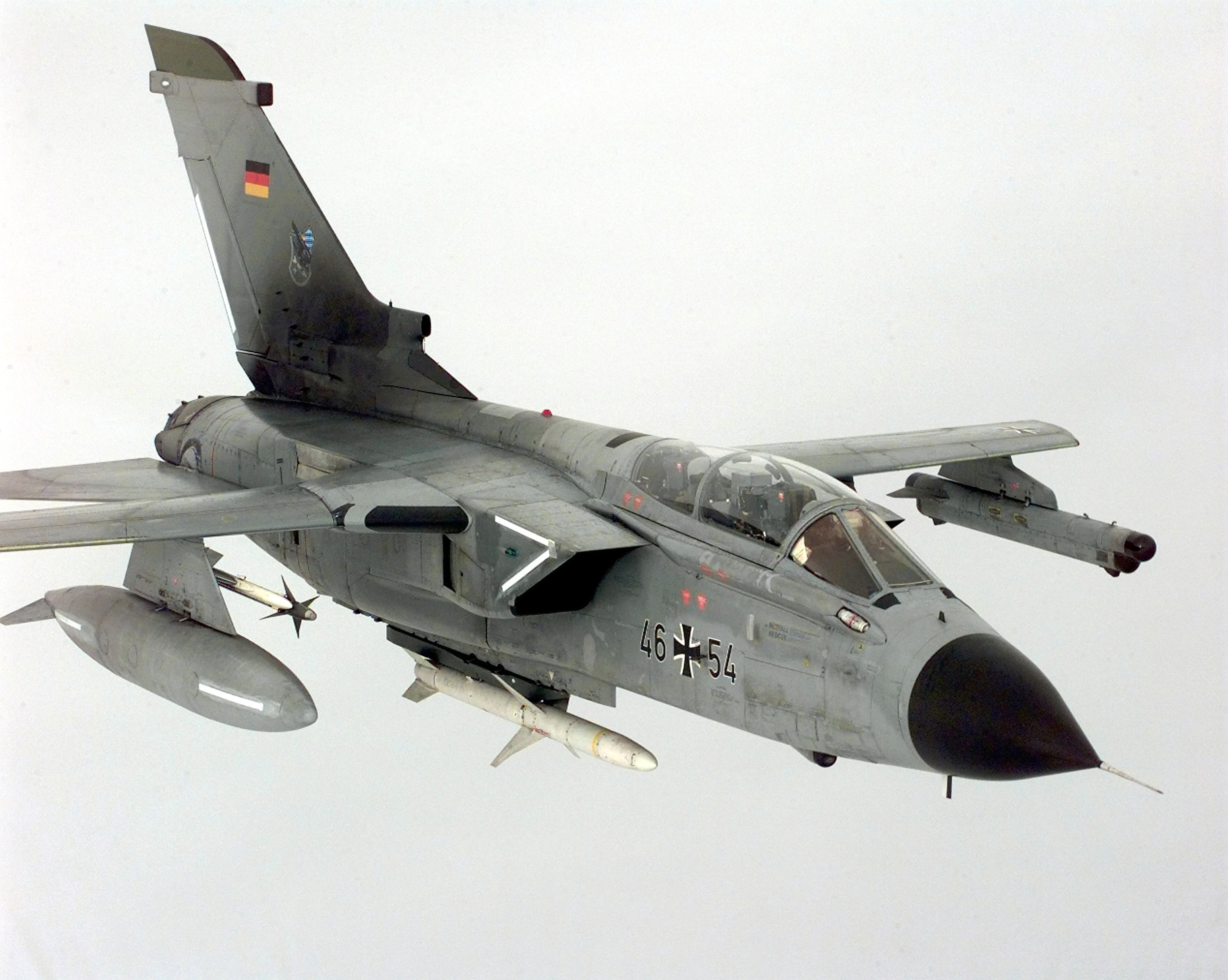
Tornado ECR Không quân Đức

### Không quân Đức
Nguyên mẫu tiến hành chuyến bay đầu tiên ngày 14 tháng 8 năm 1974 từ căn cứ không quân Manching khi ấy thuộc Tây Đức. Chuyến giao hàng hoạt động đầu tiên diễn ra ngày 27 tháng 7 năm 1979, với tổng cộng 247 chiếc thuộc biến thể IDS, gồm cả 35 chiếc biến thể đặc biệt ECR. Deutsche Marine (Hải quân Đức) cũng nhận 112 chiếc biến thể IDS . Những chiếc Tornados đã thực hiện nhiều phi vụ chiến đấu của NATO trong cuộc Chiến tranh Kosovo, phi vụ chiến đấu đầu tiên của Không quân Đức kể từ sau Thế chiến II. Những chiếc IDS của Anh và Italia cũng tham gia cuộc chiến này.
Bắt đầu từ năm 2000 những chiếc Tornado RECCE, IDS và ECR của Đức được nâng cấp theo tiêu chuẩn ASSTA 1. Việc nâng cấp theo tiêu chuẩn ASSTA 2 bắt đầu năm 2005.
Năm 2007, một biệt đội 6 chiếc Tornado của Aufklärungsgeschwader 51 "Immelmann" (phi đội trinh sát số 51) được triển khai tới Mazar-i-Sharif, Bắc Afghanistan, để hỗ trợ các lực lượng NATO.

### Không quân Ý
Nguyên mẫu thứ nhất của Ý cất cánh lần đầu ngày 5 tháng 12 năm 1975 từ Torino, Ý. Aeronautica Militare nhận 100 chiếc Tornado IDS (15 chiếc sau này được chuyển đổi thành phiên bản ECR). Chúng tham gia vào cuộc Chiến tranh Vùng Vịnh lần thứ nhất năm 1991, thiệt hại một chiếc vì Vũ khí phòng Không, và vào cuộc chiến tranh Kosovo năm 1999, những chiếc IDS thực hiện nhiệm vụ ném bom còn những chiếc ECR thực hiện nhiệm vụ tiêu diệt các radar phòng không đối phương (115 tên lửa HARM đã được A.M. phóng đi), hiện Ý có chương trình nâng cấp tính năng cho Tornado. Trong 10 năm Không quân Ý đã sử dụng tạm 24 chiếc Tornado ADV, thuê từ Không quân Hoàng gia Anh, khi chờ đợi thay thế Starfighter F-104 bằng EF-2000).

### Không quân Hoàng gia Anh

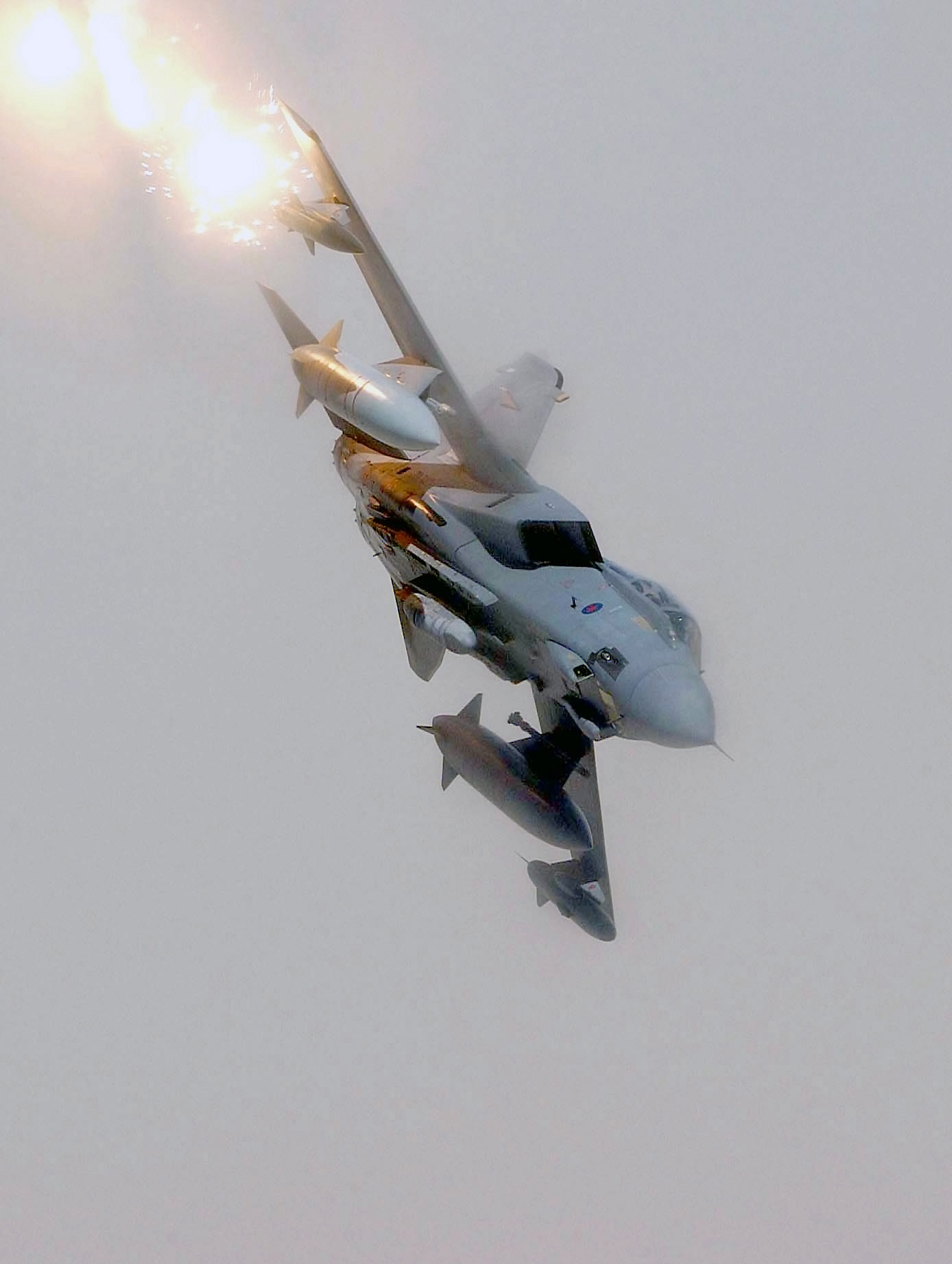
Một chiếc Tornado GR4 thả pháo sáng trong một phi vụ chiến đấu tại Iraq, tháng 4 năm 2004

Nguyên mẫu của Anh cất cánh lần đầu ngày 30 tháng 10 năm 1974. Ngày 11 tháng 7 năm 1985 phiên bản trinh sát của Không quân Hoàng gia (GR1A) cất cánh lần đầu. Những chiếc Tornado GR1 của Không quân Hoàng gia đã được sử dụng trong Chiến tranh Vùng Vịnh, Chiến dịch Cáo Sa mạc và Chiến tranh Kosovo.
Trong Chiến tranh Vùng Vịnh (Chiến dịch Granby), tên lửa ALARM và thiết bị TIALD được đưa ngay vào sử dụng trên những chiếc IDS của Không quân Hoàng gia. Nhiều chiếc đã bị thiệt hại trong những phi vụ tấn công tầm thấp vì chiếc máy bay này đặc biệt dễ bị tổn hại trước hoả lực pháo phòng không và các loại tên lửa đất đối không vác vai.
Ngày 14 tháng 2 năm 1994 nhận được chiếc GR.1B tấn công biển đầu tiên.
Ngay từ tháng 5 năm 1984 Bộ quốc phòng Anh đã nghiên cứu dự án nâng cấp Tornado đầu tiên, tuy nhiên dự án này bị ngừng lại. Tháng 3 năm 1993 một dự án nâng cấp giữa kỳ (MLU) được đưa ra. Ngày 29 tháng 5 chiếc máy bay phát triển GR.4 cất cánh lần đầu. Ngày 29 tháng 7 năm 1994 Anh Quốc đã ký hợp đồng nâng cấp giữa kỳ cho những chiếc GR1/GR1A/GR1B lên theo tiêu chuẩn GR.4/GR.4A. Chuyến bay đầu tiên của GR4 cải tiến diễn ra ngày 4 tháng 4 năm 1997, và chuyến giao hàng đầu tiên cho Không quân Hoàng gia diễn ra ngày 31 tháng 10. GR4 đi vào hoạt động chiến đấu ngày 28 tháng 4 năm 1998. Tornado GR4 bắt đầu các cuộc bay tuần tra trong Chiến dịch Giám sát Miền nam. Chiếc máy bay này cất cánh từ Ali Al Salem ở Kuwait, và tuần tra một vùng rộng phía nam Iraq. Nhiều lần nó đã ném bom khi bị các lực lượng phòng không mặt đất Iraq tấn công.
Phiên bản GR4 bắt đầu hoạt động đầy đủ trong chiến tranh từ Chiến dịch Telic, phần tham gia của Anh vào cuộc xâm lược Iraq năm 2003. Theo các đánh giá của công chúng, chiếc máy bay này hoạt động tốt. Chiến dịch tại Iraq đã đánh dấu một số ghi nhận đầu tiên của nó. Phi đội số 617 đã lần đầu sử dụng Tên lửa Storm Shadow, và bom thông minh Paveway cũng được sử dụng trong các cuộc tấn công. Ngày 23 tháng 3 năm 2003 một chiếc Tornado GR4 đã bị bắn hạ bởi hoả lực đồng minh khi nó đang chiến đấu bởi một khẩu đội tên lửa Patriot Mỹ. Hai thành viên tổ lái thiệt mạng.

### Không quân Ả Rập Saudi
Ngày 25 tháng 9 năm 1985, Anh Quốc và Ả Rập Saudi đã ký kết hợp đồng Al Yamamah I gồm, cùng nhiều loại khí tài khác, việc bán 48 chiếc Tornado model IDS và 24 chiếc ADV. Chiếc Tornado IDS của Không quân Hoàng gia Ả Rập Saudi cất cánh lần đầu ngày 26 tháng 3 năm 1986, và chiếc ADV của họ được chuyển giao ngày 9 tháng 2 năm 1989. Những chiếc Tornado của Ả Rập Saudi đã thực hiện một số phi vụ trong Chiến tranh Vùng Vịnh. Tháng 6 năm 1993 hợp đồng Al Yamamah II được ký kết, phạm vi chủ yếu là việc mua thêm 48 chiếc IDS nữa.
Tháng 9 năm 2006 có thông báo rằng chính phủ Ả Rập Saudi đã ký một hợp đồng trị giá £2.5 tỷ ($4.7 tỷ) với BAE Systems để nâng cấp 80 chiếc máy bay thuộc phi đội của họ và nước này dự định tiếp tục sử dụng chúng tới năm 2020.

## Biến thể
Tornado mang được loại vũ khí trên không của NATO, gồm bom chùm, bom phá đường băng, và các loại vũ khí hạt nhân. Chiếc máy bay này cũng có khả năng không chiến hạn chế nhờ các tên lửa Sidewinder AAM. Những chiếc Tornado của Không quân Hoàng gia được đánh tên định danh theo loạt GR. GR1 được chuyển giao với màu nguỵ trang xanh nước biển xám tối, nhưng đã được đổi thành màu xám tối hồi cuối thập niên 1990. Trong các chiến dịch ở Iraq một số chiếc GR1 được sơn màu "hồng" cát. Những chiếc GR4 tham gia vào cuộc Chiến tranh Iraq năm 2003 được sơn màu xám sáng. Hải quân Đức thường dùng màu đen/xanh/thép súng đặc trưng.

### Tornado GR.1 Không quân Hoàng gia
Tornado GR.1 là phiên bản máy bay tấn công Panavia Tornado đầu tiên của Không quân Hoàng gia. 228 chiếc GR1 đầu tiên được chuyển giao ngày 5 tháng 6 năm 1979 và chính thức đi vào phục vụ đầu thập niên 1980. 142 chiếc đã được nâng cấp theo tiêu chuẩn GR4 từ năm 1997 tới 2002, sau đó tên định danh GR.1 đã bị huỷ bỏ.
Tornado được thiết kế thâm nhập tấn công tầm cực thấp vào các mục tiêu thuộc Khối hiệp ước Warszawa ở châu Âu với vũ khí thông thường và cả vũ khí hạt nhân, ví dụ WE.177. Tuy nhiên, với sự chấm dứt của Chiến tranh lạnh vai trò này cũng không còn. Một đặc điểm lớn của GR.1 là radar thám sát mặt đất, cho phép tiến hành các chuyến tầm thấp hoàn toàn tự động trong mọi thời tiết, nhưng học thuyết quân sự hiện nay không còn đề cao các chuyến bay tầm cực thấp như vậy và chủ yếu dựa vào các hệ thống dẫn đường quán tính hay GPS chứ không phải TFS. Máy bay Tornado IDS của Không quân Hoàng gia có một Laser Range Finder và Marked Target Seeker (LRMTS) dưới thân bên phải, ngay trước bánh đáp mũi để có hình dáng khí động học tốt nhất. Hệ thống này gồm một radar có thể đo đạc độ nghiêng của một điểm trên mặt đất so với máy bay. Thông tin này sau đó sẽ được các hệ thống điện tử tính toán và thông báo tới phi công. Cảm biến LRMTS cũng có thể được dùng để nhận tín hiệu năng lượng radar phản hồi từ một máy phát thứ ba, cho phép phi công tìm kiếm các mục tiêu được bộ binh hay máy bay khác chỉ định. Laser không thể dẫn đường cho bom điều khiển laser. Máy bay IDS cung cấp cho Italia, Đức và Học viện huấn luyện Tornado ba quốc gia không có hệ thống LRMTS, nhưng những chiếc cung cấp cho Không quân Hoàng gia Ả Rập Saudi có hệ thống này.
Hoạt động chiến đấu của loại máy bay này bắt đầu năm 1991 trong Chiến tranh Vùng Vịnh. Gần 60 chiếc GR1 đã được Anh Quốc triển khai tới các căn cứ quân sự Muharraq (Bahrain), Tabuk và Dhahran tại Ả Rập Saudi. Trong những giai đoạn đầu Chiến dịch Granby những chiếc Tornado GR.1 của Không quân Hoàng gia được sử dụng tấn công các đường băng quân sự của Iraq với bom không điều khiển 1.000 lb (450 kg) thả rải thảm và vũ khí phá đường băng JP233. Sáu chiếc Tornados của Không quân Hoàng gia và một chiếc của Italia đã bị thiệt hại trong chiến đấu. Trong số những chiếc của Không quân hoàng gia, 4 chiếc thiệt hại khi đang thả bom không điều khiển, một khi sử dụng vũ khí JP233, và một thiệt hại khi đang sử dụng bom điều khiển laser
. Sau giai đoạn đầu tiên của cuộc chiến, những chiếc GR.1 được chuyển sang thực hiện các phi vụ tấn công tầm cao trung bình. Tuy nhiên, chúng thiếu cả thiết bị và huấn luyện cần thiết để hoàn thành tốt nhiệm vụ này. Trong một đợt triển khai khẩn cấp, Anh Quốc đã phái một biệt đội máy bay Blackburn Buccaneer được trang bị thiết bị chỉ điểm laser Pave Spike, cho phép những chiếc GR.1 sử dụng các loại vũ khí chính xác. Một chương trình khác trang bị cho một số chiếc GR.1 hệ thống TIALD. Sau cuộc chiến, các lực lượng Anh Quốc tiếp tục ở lại Vùng Vịnh, những chiếc GR1 đóng tại căn cứ không quân Ali Al Salem ở Kuwait thực hiện các phi vụ trên vùng cấm bay phía nam Iraq. Những chiếc GR.1 này cũng tham gia vào Chiến dịch Cáo Sa mạc năm 1998.
Năm 1999 GR.1 tiếp tục tham chiến trong cuộc Chiến tranh Kosovo. Những chiếc máy bay xuất kích từ RAF Bruggen tại Đức trong phần đầu cuộc chiến, tiến hành các vụ tấn công chính xác. Sau này chúng được chuyển tới Corsica một thời gian ngắn trước khi cuộc chiến chấm dứt để có tầm tham chiến ngắn hơn.
Sau Chiến tranh Kosovo, GR.1 bị loại bỏ và nhiều chiếc đã được nâng cấp lên tiêu chuẩn GR.4. Chiếc GR.1 cuối cùng được nâng cấp năm 2003 và quay trở lại phục vụ trong Không quân Hoàng gia ngày 10 tháng 6.

### Tornado GR.1B Không quân Hoàng gia
Tornado GR.1B là biến thể chuyên chống tàu trong số những chiếc Tornado GR.1 của Không quân Hoàng gia. Đóng căn cứ tại Scotland ở RAF Lossiemouth, chúng thay thế Blackburn Buccaneer trong vai trò chống tàu, mang tên lửa chống tàu Sea Eagle. Nó không có khả năng thám sát tàu bằng radar của mình mà phải dựa vào thiết bị tìm kiếm mục tiêu của tên lửa.
Khi máy bay tấn công Tornado GR.1 của Không quân Hoàng gia được nâng cấp theo tiêu chuẩn GR.4 hồi cuối thập niên 1990, loại GR.1B cũng được nâng cấp lên phiên bản tương đương GR.4B. Không quân Hoàng gia cho rằng một biến thể máy bay chuyên biệt chống tàu là không còn thích hợp nữa bởi mối đe doạ từ các tàu chiến không còn vì thế vai trò của GR.1B cũng giảm sút, và cũng bởi tên lửa Sea Eagle sắp hết hạn bảo quản và cũng không có kế hoạch thay thế nó bởi chi phí tốn kém.

### Tornado GR.4 Không quân Hoàng gia
Ngay từ năm 1984 Bộ quốc phòng Anh đã bắt đầu nghiên cứu chương trình nâng cấp giữa thời kỳ (MLU) cho những chiếc máy bay nhằm sửa chữa những thiếu sót của loại GR.1. Chương trình này, nhằm nâng cấp lên tiêu chuẩn Tornado GR.4, sẽ cải thiện khả năng vai trò tấn công độ cao trung bình trong khi vẫn duy trì khả năng thâm nhập tấn công tầm cực thấp của Tornado. Mãi tới năm 1994, chương trình GR.4 mới được phê chuẩn, sau khi nó đã được sửa đổi sau những kinh nghiệm hoạt động của GR.1 trong cuộc Chiến tranh Vùng Vịnh năm 1991. Một thay đổi lớn là thay đổi từ thâm nhập tấn công tầm thấp sang tầm trung, trong khi vẫn giữ khả năng tấn công tầm thấp. Các hợp đồng đã được ký kết với British Aerospace (sau này là BAE Systems) năm 1994 cho việc nâng cấp 142 chiếc GR.1 lên tiêu chuẩn GR.4, công việc bắt đầu năm 1996 và hoàn thành năm 2003.
Những cải tiến cho những chiếc máy bay đã hai mươi năm tuổi gồm FLIR (Máy do thám phía trước bằng hồng ngoại), HUD tầm hiển thị rộng (Heads-Up Display), các màn hình hiển thị buồng lái mới, khả năng NVG (Night Vision Goggles), các hệ thống điện tử và vũ khí mới, các hệ thống phản công mới, và một máy thu tín hiệu Hệ thống định vị toàn cầu. Các hệ thống vũ khí được nâng cấp cho phép máy bay sử dụng các loại vũ khí tấn công mới nhất, ví dụ Storm Shadow và tên lửa Brimstone và thiết bị trinh sát như RAPTOR. Tới cuối năm 2006, phi đội GR4 được trang bị màn hình hiển thị đa chức năng 12.8-inch mới ở phía sau buồng lái thay thế cho màn hình hiển thị chiếu radar tròn cũ: Hệ thống Hiển thị Thông tin Radar Tiên tiến Tornado của (TARDIS) BAE Systems là một Màn hình hiển thị tinh thể active-matrix.
 TARDIS hiện được trang bị cho máy bay thuộc Đơn vị Đánh giá hoạt động vũ khí và Fast Jet trước khi được trang bị cho tất cả những chiếc GR4.

### Tornado GR.1A/GR.4A Không quân Hoàng gia
GR.1A là biến thể trinh sát của IDS Không quân Hoàng gia. Nó cũng hoạt động tại Ả Rập Saudi. Với chương trình nâng cấp từ GR.1 lên GR.4, tương tự GR.1A cũng được nâng cấp lên GR.4A. GR.4A được trang bị Hệ thống Trinh sát Hồng ngoại Tornado (TIRRS) lắp trong, mỗi chiếc một phía thân và một cảm biến trinh sát IRLS (Infra-Red LineScan) lắp phía dưới thân. Gói cảm biến được lắp thay vị trí pháo 27 mm. Không quân Hoàng gia đã đặt hàng 30 khung máy bay, hoặc chế tạo lại từ khung GR.1 hoặc chế tạo khung mới và 25 chiếc đã được nâng cấp theo tiêu chuẩn GR.4A. GR.4A giữa lại hầu hết khả năng tấn công của GR.4. Khi RAPTOR trở thành cảm biến trinh sát chính của Tornado trong hoạt động của Không quân Hoàng gia, TIRRS sẽ bị loại bỏ. Như vậy Phi đội Trinh sát Chiến thuật của Không quân Hoàng gia tại RAF Marham gồm Phi đội số II và Phi đội số 13 hiện sử dụng cả khung GR.4A và GR.4, bởi các cảm biến chuyên biệt cho GR4A không chuyên biệt cho vai trò trinh sát.

### IDS Không quân Đức
Không quân Đức (Luftwaffe) đã nhận 212 chiếc Tornado IDS. Ngày 13 tháng 1 năm 2004 Bộ trưởng Quốc phòng Đức khi ấy là Peter Struck đã thông báo những thay đổi lớn trong các lực lượng vũ trang nước này. Một phần trong thông báo này là kế hoạch giảm phi đội máy bay chiến đấu của Đức từ 426 chiếc đầu năm 2004 xuống còn 265 chiếc năm 2015. Khi đơn hàng 180 chiếc Eurofighter Typhoon của Đức hoàn thành, số lượng máy bay Tornado còn hoạt động chỉ là 85 chiếc.

### Marineflieger IDS
Không quân của Hải quân Đức (Marineflieger) đã nhận 112 chiếc Tornado IDS. Cuối năm 2004 đơn vị Tornado đã giải thể. Vai trò chiến tranh trên biển trong Không quân Đức được những chiếc Tornado mang tên lửa Kormoran II và AGM-88 HARM đảm nhiệm.

### Aeronautica Militare IDS
Không quân Italia (Aeronautica Militare Italiana) đã nhận 100 chiếc Tornado IDS. Tới tháng 7 năm 2004, 57 chiếc vẫn hoạt động. Tháng 7 năm 2002 Italia đã ký một hợp đồng với Cơ quan quản lý Tornado và Eurofighter của NATO (NETMA) và các công ty đối tác của Panavia cho việc nâng cấp ban đầu 18 chiếc IDS. Alenia Aeronautica chịu trách nhiệm nâng cấp, chiếc đầu tiên hoàn thành tháng 11 năm 2003. Giai đoạn nâng cấp đầu tiên gồm các hệ thống điện tử mới, radio số mới, khả năng SATCOM và các khả năng sử dụng vũ khí mới như Joint Direct Attack Munition, bom dẫn đường laser Raytheon Enhanced Paveway III và MBDA Storm Shadow. Phần nâng cấp tiếp theo đang được Alenia phát triển và sẽ tăng cường khả năng chiến đấu của máy bay, một Defence Aids Sub-System (DASS) mới và khả năng thông tin MIDS. Quyết định tiếp tục nâng cấp toàn bộ phi đội hay không sẽ được đưa ra sau đó.

### Tornado ECR
Được Đức và Italia sử dụng, ECR là một biến thể IDS chuyên biệt cho các phi vụ SEAD. Nó được chuyển giao lần đầu ngày 21 tháng 5 năm 1990. ECR được trang bị một hệ thống định vị phát sóng (ELS) được thiết kế nhằm định vị các địa điểm radar đối phương. ECR cũng được trang bị AGM-88 HARM. 35 chiếc ECR của Luftwaffe đã được chuyển giao mới hoàn toàn, còn 16 chiếc của Italia được chuyển đổi từ những chiếc IDS. Những chiếc ECR của Đức ban đầu được trang bị các hệ thống hình ảnh hồng ngoại Honeywell cho mục đích trinh sát, tuy nhiên, thực tế hoạt động không hiệu quả khiến nó bị gỡ bỏ; Một máy bay vừa có nhiệm vụ SEAD vừa có nhiệm vụ trinh sát là điều không thực tế.
Những chiếc ECR của Italia (IT-ECR) khác ECR của Đức ở chỗ chúng không bao giờ có khả năng trinh sát và vì được chuyển đổi từ IDS nên chúng được trang bị động cơ RB199 Mk.103. Những chiếc ECR của Đức được trang bị động cơ RB199 Mk.105 với tỷ lệ lực đẩy hơi lớn hơn. Chiếc IT-ECR đầu tiên được chuyển giao ngày 27 tháng 2 năm 1998 và được chính thức chấp nhận ngày 7 tháng 4.
Những chiếc IDS của Không quân Hoàng gia và Không quân Hoàng gia Ả Rập Saudi mang các tên lửa ALARM cho vai trò này.

### Tornado ADV
Tornado ADV là biến thể chiến đấu của Tornado, được phát triển cho Không quân Hoàng gia (trong hoạt động được gọi là Tornado F.2 hay F.3) cũng được Ả Rập Saudi và Italia sử dụng.

## Tiêu chuẩn kỹ thuật (Tornado GR.4 (IDS))

### Đặc điểm chung
- Phi đội: 2
- Sải cánh: 13.91 m ở góc nghiêng 25°, 8.60 m ở góc nghiêng 67° (45.6 ft / 28.2 ft)
- Diện tích cánh: 26.6 m² (286 ft²)
- Chiều dài: 16.72 m (54 ft 10 in)
- Chiều cao: 5.95 m (19.5 ft)
- Trọng lượng rỗng: 13.890 kg (31.620 lb)
- Trọng lượng chất tải: ()
- Trọng lượng cất cánh tối đa: 28.000 kg (61.700 lb)

### Đặc điểm bay
- Động cơ (phản lực): Turbo-Union RB199-34R Mk 103
- Kiểu phản lực: Tuốc bin cánh quạt đẩy có Buồng đốt lần hai
- Số lượng động cơ: 2
- Lực đẩy chính: 43.8 kN dry, 76.8 kN có sử dụng buồng đốt lần hai (9.850 lbf / 17.270 lbf)
- Tốc độ tối đa: Mach 2.34, 2.417,6 km/h (1.511 mph)
- Trần bay: 15.240 m (50.000 ft)
- Tầm bay: 1.390 km chiến đấu điển hình, 3.890 km với bốn thùng dầu phụ bên ngoài (870 mi / 2.420 mi)
- Tốc độ lên: 76.7 m/s (15.100 ft/phút)
- Lực đẩy/Trọng lượng: 0.55

### Trang bị vũ khí
- 2x pháo 27 mm Mauser BK-27 với 180 viên đạn mỗi khẩu
- Bốn mấu cứng ngoài và bốn mấu cứng dưới cánh với tổng trọng lượng 9000 kg (19.800 lb) vũ khí, nhiên liệu và thiết bị ECM; mấu cứng trong cánh có ray cho hai tên lửa không đối không AIM-9 Sidewinder hay tên lửa phòng vệ AIM-132 ASRAAM. Có thể mang theo nhiều loại vũ khí không đối đất gồm Wasp ASM, tên lửa chống tàu Kormoran, BAe Sea Eagle, AGM-65 Maverick ASM, tên lửa chống bức xạ BAe ALARM, rocket LAU-51A và LR-25, bom napalm, bom nổ chậm, bom chùm BL755, các loại bom dẫn đường laser Paveway, và các loại bom dẫn đường trượt HOPE/HOSBO, máy chọn vũ khí MW-1, JP233, Storm Shadow, Brimstone, Tên lửa Taurus, ngoài ra còn có thể mang bom hạt nhân B61 và WE.177.
- Thiết bị trinh sát RAPTOR, thiết bị chỉ đường laser TIALD
- Thiết bị chỉ thị mục tiêu Rafael Lightening III đã được thay thế cho TIALD 500 trong các phi vụ của Không quân Hoàng gia tại Iraq.

## Chủ đề liên quan
- Liên quan
  - Panavia Tornado ADV
- Máy bay tương tự
  - Sukhoi Su-24
  - Mikoyan MiG-27
  - F-111 Aardvark
  - Xian JH-7
- Dãy

Các dự án máy bay chiến đấu đa quốc gia lớn của châu Âu:
G.91 - Alpha Jet - Jaguar - Tornado - Typhoon
- Danh sách
  - Danh sách máy bay chiến đấu đang hoạt động của Anh Quốc
  - Danh sách máy bay quân sự Đức
- Xem thêm
  - Hệ thống phòng không tương lai